# Кастелуцо (Трапани)
Кастелуцо је насеље у Италији у округу Трапани, региону Сицилија.
Према процени из 2011. у насељу је живело 1047 становника. Насеље се налази на надморској висини од 70 м.